# Nissim Aloni
Nissim Aloni (în ebraică נסים אלוני, n. 24 august 1926, Tel Aviv, Palestina sub mandat britanic – d. 13 iunie 1998, Tel Aviv, Israel) a fost un dramaturg și traducător israelian.

## Biografie
Aloni s-a născut ca Nissim Levi în familia unor evrei bulgari săraci care au imigrat în Palestina aflată sub mandat britanic. Familia sa a trăit în Florentin, un cartier pentru cei cu venituri mici din sudul orașului Tel Aviv, care a devenit mai târziu o sursă de inspirație pentru opera sa literară.
După absolvirea liceului, Aloni s-a înrolat în Notrut, o miliție evreiască ce opera ca un organism auxiliar de poliție, alături de poliția britanică. El a scris pentru săptămânalul BaMahane și a luptat în Războiul Arabo-Israelian din 1948-1949. După efectuarea serviciului militar, el a fost numit în comitetul de redacție al periodicului B'Ayin și a lucrat ca redactor literar la Ashmoret. A studiat istoria și limba franceză la Universitatea Ebraică din Ierusalim.
În ultimii săi ani, un accident vascular cerebral l-a lăsat cu un handicap sever. El a murit pe 13 iunie 1998, într-un spital din Tel Aviv.

## Cariera literară
În 1953, prima sa piesă, Regele cel prea crud, a fost reprezentată la Teatrul Național Habima, creând senzație în rândul spectatorilor de teatru. Piesa se concentrează pe figura regelui Ieroboam. În 1961, Habima i-a reprezentat piesa „Hainele regelui”, care l-a consacrat ca unul din cei mai importanți dramaturgi israelieni. În 1963, Aloni a colaborat cu Yossi Banai și Avner Hezkyahu pentru a crea „Seasons Theater”, pentru care Aloni a scris și a produs piesa Prințesa americană. Din acel moment, Aloni s-a ocupat personal de reprezentarea pieselor sale. De asemenea, el a început să scrie scheciuri pentru trupa de comedie Hagashash Hachiver și a produs unele dintre pspectacolele lor, precum Cinema Gashash și Cantată pentru shaorma.
Multe dintre piesele sale se referă la persoane cu rang regal, cum ar fi Hainele regelui, Prințesa americană, Mireasa și vânătorul de fluturi (adaptată pentru televiziune de Ram Loevy), Edi Rege. Alte piese ale sale sunt Țiganii din Jaffa, Revoluția și puii, Lukas Lașul, Muribundul răgușit, Napoleon viu sau mort.
Aloni a stimat-o foarte mult pe actrița Hanna Rovina și a scris o piesă de teatru, Mătușa Liza, special pentru ca ea să interpreteze rolul principal.
De asemenea, el a publicat o colecție de proză intitulată Notes of a Stray Cat.

### Viața privată
Aloni a fost căsătorit de două ori:cu prima lui sotie, Ruth, născută Seidmann, vreme de 12 ani, apoi, între 1962-1965, cu tânăra actriță Ilana Eden (care a jucat pentru scurtă vreme la Hollywood). A mai avut ca partenere de viață: pe actritele 
Germaine Ounikovsky și Edith Astruc, pe psiholoaga Nira Yaron și pe actrița de cinema româno-franceză Nadia Gray.

## Premii și aprecieri critice
- În 1983, Aloni a primit, împreună cu Ozer Rabin, Premiul Bialik pentru literatură.[9]
- În 1992, el a devenit membru de onoare al Școlii de Film și Televiziune „Sam Spiegel” din Ierusalim.
- În 1996, el a fost distins cu Premiul Israel pentru artă dramatică.[10]

## Comemorare
În noiembrie 2009, o stradă din Tel Aviv a fost numită după el.

## Lucrări publicate

### Piese
- Nesikhah ha-Ameriḳaʾit (Tel Aviv, 1963) tradusă ca „The American princess” de Richard Flantz (ISBN: 965-255-011-6)
- Akhzar mi-kol ha-melekh (Tel Aviv, 1968)
- Edi King, piesă în două acte (Tel Aviv, 1975)
- Ha-Kalah ṿe-tsayad ha-parparim (Tel Aviv, 1980)
- Napolyon, ḥai o met! (Tel Aviv, 1993)
- Dodah Lizah (Tel Aviv, 2000)
- Ha-Tsoʻanim shel Yafo (Tel Aviv, 2000)
- Bigde ha-melekh (Tel Aviv, 2004)

### Literatură
- Reshimot shel ḥatul reḥov (Tel Aviv, 1996)